# Кондал
Кондал (фр. Condal) насеље је и општина у источном делу централне Француске у региону Бургоња, у департману Саона и Лоара која припада префектури Луан.
По подацима из 2011. године у општини је живело 418 становника, а густина насељености је износила 25,44 становника/km². Општина се простире на површини од 16,43 km². Налази се на средњој надморској висини од 210 метара (максималној 230 m, а минималној 187 m).

## Демографија
| 1962. | 1968. | 1975. | 1982. | 1990. | 1999. | 2011. |
| ----- | ----- | ----- | ----- | ----- | ----- | ----- |
| 353   | 434   | 392   | 405   | 392   | 342   | 418   |

График промене броја становника у току последњих година